# Orthocis pulcher
Orthocis pulcher är en skalbaggsart som beskrevs av Kraus 1908. Orthocis pulcher ingår i släktet Orthocis och familjen trädsvampborrare. Inga underarter finns listade i Catalogue of Life.